# Калкатін Дмитро Єлисейович
Калкатін Дмитро Єлисейович (01(13).11.1883, с. Федорівка Олександрійського пов. Херсонської губ., нині Федоро-Шулічине Долинського р-ну Кіровоградської обл. — ?) — ветеринарний лікар, вчений, педагог.

## Життєпис
Дворянин, син майора. Закінчив духовну семінарію, згодом Харківський ветеринарний інститут.
Працював ветеринарним лікарем у земстві Херсонської губ., також в м. Єлисаветгард на 1913 р.
Від 1922 — перший завідувач кафедри патології та терапії пошес. хвороб з епізоотологією, декан ветеринарного факультету Київського ветеринарно-зоотехнічного інституту з 1924 р. При ньому в 1930—1931 pp. на околиці міста було збудоване нове приміщення епізоотологічного корпусу клінік та добре оснащений стаціонар на 18 боксів для ізольованого утримання інфекційно хворих тварин.
Фахівець у галузях ветеринарної медицини, мікробіології, епізоотології та імунології. Д. Є. Калкатін написав перший підручник з епізоотології українською мовою, який було видано в 1931 р.
В 1931 р. заарештований за звинуваченням у приналежності до контрреволюційної організації ветеринарів і бактеріологів в рамках загальної справи СВУ. Судова трійка винесла вирок — розстріл, який був замінений на 10 років концтаборів. Покарання відбував в радгоспах ГПУ Харківської обл. Згодом за клопотанням термін ув'язнення був знижений на 7 років. В 1938 р. Д. Є. Калкатіна було звільнено. Згідно архівної справи вибрав місце проживання м. Астрахань. Подальша доля невідома.
На карті Олександрійського пов. Херсонської губ. 1832 р. фігурує поселення Калкатинівка, в пізніших документах 19-20 ст. — Калкатинове поле і х. Калкатин, в переліку населених пунктів Долинського р-ну на 1970-ті роки — Калкатинівка в складі сільради с. Марфівка, на сьогодні не існує.